# Astroworld Festival
L'Astroworld Festival è stato un festival musicale annuale fondato e organizzato dal rapper statunitense Travis Scott, che si è svolto a Houston, in Texas, presso l'NRG Park, nell'ex sede del Six Flags AstroWorld.

## Storia

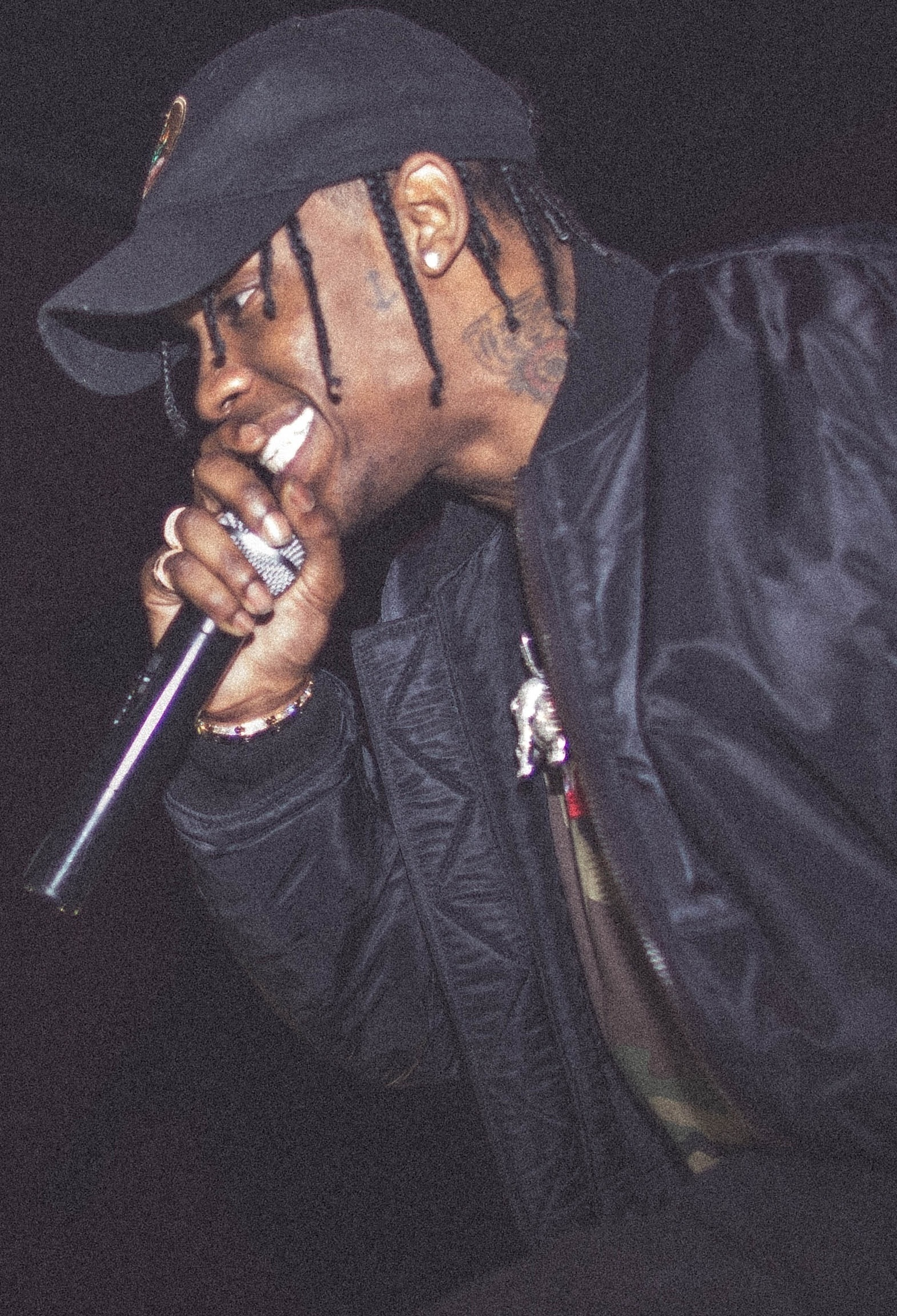
Travis Scott, l'ideatore e il performer principale dell'Astroworld Festival

Il festival è stato lanciato nel 2018, anno in cui Scott ha pubblicato l'album in studio omonimo. Scott ha menzionato le motivazioni del festival come "riportare l'amato spirito e la nostalgia di AstroWorld, realizzando un sogno d'infanzia di Travis". La formazione originale comprendeva principalmente artisti hip-hop come Young Thug, Post Malone, Metro Boomin e lo stesso Scott. La realizzazione del festival e l'album omonimo sono stati i soggetti del film originale Netflix del 2019, Look Mom I Can Fly.
Il festival è tornato nel 2019 con una formazione ampliata. Oltre agli artisti hip hop, artisti di altri generi come Rosalia e Marilyn Manson, che eseguono rispettivamente il nuevo flamenco e l'Industrial Metal, hanno aggiunto diversi generi al festival. Il festival è stato segnalato per aumentare la partecipazione dall'edizione 2018, fino a 50.000 persone.
Il festival del 2020 è stato annullato a causa della pandemia di COVID-19, con un ritorno nel 2021. Scott ha collaborato con Epic Games per produrre un evento virtuale per il suo videogioco Fortnite Battle Royale intitolato "Astronomical", che presentava una presentazione in-game di un minuto ispirata all'album Astroworld e alle sue immagini (che ha caratterizzato la prima della nuova collaborazione di Scott con Kid Cudi, "The Scotts"), e sfide in-game, skin e oggetti cosmetici ispirati a Scott. La presentazione ha debuttato il 23 aprile, con repliche per diversi fusi orari il 24 e il 25 aprile.
I biglietti per l'edizione 2021 sono stati messi in vendita il 5 maggio 2021, con l'evento che si è espanso in un festival di due notti il 5 e 6 novembre 2021. Le vendite dei biglietti per l'anno sono state aumentate a 100.000, il doppio dell'anno precedente. Nonostante il forte aumento dei prezzi dei biglietti, i biglietti sono andati esauriti in 30 minuti. Una serie di eventi noti come "Astroweek" si è svolta per condurre al festival, inclusi eventi di softball e golf a sostegno della Cactus Jack Foundation di Scott, negozi pop-up (inclusa una collaborazione di sneaker con Nike), l'inaugurazione di un orto comunitario alla Young Elementary School dedicata alla nonna di Scott (che si è unita a Scott e ad altri membri della famiglia come parte del suo taglio del nastro), e una proiezione drive-in del film Red Rocket con Scott.

### Tragedia del 2021
I partecipanti si sono precipitati all'ingresso principale dell'Astroworld nella giornata del 5 novembre, abbattendo i cancelli e i controlli di sicurezza.
Il panico è scoppiato dopo che la folla ha iniziato a premere per raggiungere l’area sotto il palco dove si stava esibendo il rapper, 11 persone sono state portate in ospedale in arresto cardiaco e 8 di loro sono morte. Altre 2 persone, tra cui un bambino di 9 anni, sono morte in seguito per le ferite riportate durante l'evento, portando il bilancio delle vittime a 10, mentre altre 300 sono rimaste ferite. I paramedici sono stati visti eseguire la rianimazione cardiopolmonare su partecipanti privi di sensi. Di conseguenza, la seconda notte del 6 novembre è stata cancellata. L'evento è stato posticipato al 2022.

## Partecipanti

### 2018
- Travis Scott
- Post Malone
- Lil Wayne
- Young Thug
- Rae Sremmurd
- Gunna
- Sheck Wes
- Metro Boomin
- Trippie Redd
- Virgil Abloh
- Smokepurpp
- Tommy Genesis

### 2019
- Travis Scott
- Migos
- Rosalia
- Pharrell Williams
- Marilyn Manson
- Gucci Mane
- DaBaby
- Megan thee Stallion
- Playboi Carti
- Don Toliver
- Young Dolph
- Tay Keith
- Pop Smoke
- Lindsky
- Kanye West

### 2021/2022
- Travis Scott
- Bad Bunny
- Tame Impala
- SZA
- Young Thug
- Earth, Wind & Fire
- 21 Savage
- Lil Baby
- Baby Keem
- Chief Keef
- Master P
- Don Toliver
- Metro Boomin
- Roddy Ricch
- Yves Tumor
- Toro y Moi
- SoFaygo
- Sheck Wes
- Teezo Touchdown
- BIA
- Drake